# Saison 2018 de l'équipe cycliste Groupama-FDJ
La saison 2018 de l'équipe cycliste Groupama-FDJ est la vingt-deuxième de cette équipe.

## Préparation de la saison 2018

### Sponsors et financement de l'équipe
Depuis sa création en 1997, l'équipe appartient à la Française des jeux, entreprise publique française de jeux de loterie et de paris sportifs, via une filiale, la Société de Gestion de l'Échappée,. L'entité est dirigée depuis ses débuts par Marc Madiot. La Française des jeux, qui renouvelle son partenariat à plusieurs reprises, décide en début d'année 2016 de s'engager jusqu'en fin d'année 2018. En fin d'année 2017, la société d'assurance Groupama s'engage en tant que sponsor pour trois ans (2018 à 2020). Alors que la FDJ réduit son apport financier à l'équipe, l'arrivée de Groupama, dont le financement est équivalent à celui de FDJ, permet d'accroître de 30% le budget de l'équipe (selon le journal L'Équipe, celui-ci passerait de 16 millions d'euros environ à une vingtaine de millions d'euros),. Cette nouvelle ressource doit permettre à l'équipe de garder ses meilleurs coureurs ainsi que la création en 2019 d'une équipe continentale formatrice.

### Arrivées et départs
| Arrivées         | Équipe 2017          |
| ---------------- | -------------------- |
| Bruno Armirail   | Occitane CF          |
| Antoine Duchesne | Direct Énergie       |
| Valentin Madouas | UC Nantes Atlantique |
| Georg Preidler   | Sunweb               |
| Romain Seigle    | CC Étupes            |
| Ramon Sinkeldam  | Sunweb               |
| Benjamin Thomas  | Armée de Terre       |

| Départs              | Équipe 2018         |
| -------------------- | ------------------- |
| Arnaud Courteille    | Vital Concept       |
| Odd Christian Eiking | Wanty-Groupe Gobert |
| Marc Fournier        | Vital Concept       |
| Johan Le Bon         | Vital Concept       |
| Jérémy Maison        | Fortuneo-Samsic     |
| Lorenzo Manzin       | Vital Concept       |
| Cédric Pineau        | retraite            |
| Kévin Réza           | Vital Concept       |

## Déroulement de la saison
En préparation de la saison, l'équipe participe notamment à un stage avec le GIGN.

## Coureurs et encadrement technique

### Effectif
| Cycliste              | Date de naissance | Nationalité | Équipe 2017          |  |
| --------------------- | ----------------- | ----------- | -------------------- |  |
| Bruno Armirail        | 11 avril 1994     | France      | Occitane CF          |  |
| William Bonnet        | 25 juin 1982      | France      | FDJ                  |  |
| Davide Cimolai        | 13 août 1989      | Italie      | FDJ                  |  |
| Mickaël Delage        | 6 août 1985       | France      | FDJ                  |  |
| Arnaud Démare         | 26 août 1991      | France      | FDJ                  |  |
| Antoine Duchesne      | 12 septembre 1991 | Canada      | Direct Énergie       |  |
| David Gaudu           | 10 octobre 1996   | France      | FDJ                  |  |
| Jacopo Guarnieri      | 14 août 1987      | Italie      | FDJ                  |  |
| Daniel Hoelgaard      | 1er juin 1993     | Norvège     | FDJ                  |  |
| Ignatas Konovalovas   | 8 décembre 1985   | Lituanie    | FDJ                  |  |
| Matthieu Ladagnous    | 12 décembre 1984  | France      | FDJ                  |  |
| Olivier Le Gac        | 27 août 1993      | France      | FDJ                  |  |
| Tobias Ludvigsson     | 22 février 1991   | Suède       | FDJ                  |  |
| Valentin Madouas      | 12 juillet 1996   | France      | UC Nantes Atlantique |  |
| Rudy Molard           | 17 septembre 1989 | France      | FDJ                  |  |
| Steve Morabito        | 30 janvier 1983   | Suisse      | FDJ                  |  |
| Thibaut Pinot         | 29 mai 1990       | France      | FDJ                  |  |
| Georg Preidler        | 17 juin 1990      | Autriche    | Sunweb               |  |
| Sébastien Reichenbach | 28 mai 1989       | Suisse      | FDJ                  |  |
| Anthony Roux          | 18 avril 1987     | France      | FDJ                  |  |
| Jérémy Roy            | 22 juin 1983      | France      | FDJ                  |  |
| Marc Sarreau          | 10 juin 1993      | France      | FDJ                  |  |
| Romain Seigle         | 11 octobre 1994   | France      | CC Étupes            |  |
| Ramon Sinkeldam       | 9 février 1989    | Pays-Bas    | Sunweb               |  |
| Benjamin Thomas       | 12 septembre 1995 | France      | Armée de Terre       |  |
| Benoît Vaugrenard     | 5 janvier 1982    | France      | FDJ                  |  |
| Arthur Vichot         | 26 novembre 1988  | France      | FDJ                  |  |
| Léo Vincent           | 6 novembre 1995   | France      | FDJ                  |  |
| Stagiaire             | Date de naissance | Nationalité | Équipe 2018          |  |
| Alexys Brunel         | 10 octobre 1998   | France      | CC Etupes            |  |
| Clément Davy          | 17 juillet 1998   | France      | Sojasun espoir-ACNC  |  |
| Jimmy Raibaud         | 13 novembre 1991  | France      | CR4C Roanne          |  |

## Bilan de la saison

### Victoires

#### Sur route
| Date       | Course                                                            | Pays     | Classe | Vainqueur         |
| ---------- | ----------------------------------------------------------------- | -------- | ------ | ----------------- |
| 31/01/2018 | 1re étape de l'Étoile de Bessèges                                 | France   | 2.1    | Marc Sarreau      |
| 02/02/2018 | 3e étape de l'Étoile de Bessèges                                  | France   | 2.1    | Marc Sarreau      |
| 04/03/2018 | 1re étape de Paris-Nice                                           | France   | 2.UWT  | Arnaud Démare     |
| 9/03/2018  | 6e étape de Paris-Nice                                            | France   | 2.UWT  | Rudy Molard       |
| 01/05/2018 | Roue tourangelle                                                  | France   | 1.1    | Marc Sarreau      |
| 04/04/2018 | 2e étape du Circuit de la Sarthe                                  | France   | 2.1    | Marc Sarreau      |
| 20/04/2018 | Classement général du Tour des Alpes                              | Italie   | 2.HC   | Thibaut Pinot     |
| 08/05/2018 | 1re étape des Quatre Jours de Dunkerque                           | France   | 2.HC   | Marc Sarreau      |
| 13/05/2018 | 6e étape des Quatre Jours de Dunkerque                            | France   | 2.HC   | Olivier Le Gac    |
| 20/05/2018 | 3e étape du Tour de l'Ain                                         | France   | 2.1    | Arthur Vichot     |
| 20/05/2018 | Classement général du Tour de l'Ain                               | France   | 2.1    | Arthur Vichot     |
| 16/05/2018 | 8e étape du Tour de Suisse                                        | Suisse   | 2.UWT  | Arnaud Démare     |
| 17/05/2018 | 4e étape de la Route d'Occitanie                                  | France   | 2.1    | Anthony Roux      |
| 20/06/2018 | Championnat de Suède sur route                                    | Suède    | CN     | Tobias Ludvigsson |
| 23/06/2018 | Championnat du Canada sur route                                   | Canada   | CN     | Antoine Duchesne  |
| 24/06/2018 | Paris-Chauny                                                      | France   | 1.1    | Ramon Sinkeldam   |
| 29/06/2018 | Championnat d'Autriche du contre-la-montre                        | Autriche | CN     | Georg Preidler    |
| 01/07/2018 | Championnat de Suisse sur route                                   | Suisse   | CN     | Steve Morabito    |
| 01/07/2018 | Championnat de France sur route                                   | France   | CN     | Anthony Roux      |
| 26/07/2018 | 18e étape du Tour de France                                       | France   | 2.UWT  | Arnaud Démare     |
| 09/08/2018 | 6e étape du Tour de Pologne                                       | Pologne  | WT     | Georg Preidler    |
| 15/08/2018 | 1re étape du Tour du Limousin                                     | France   | 2.1    | Anthony Roux      |
| 21/08/2018 | 1re étape du Tour Poitou-Charentes en Nouvelle-Aquitaine          | France   | 2.1    | Arnaud Démare     |
| 22/08/2018 | 2e étape du Tour Poitou-Charentes en Nouvelle-Aquitaine           | France   | 2.1    | Arnaud Démare     |
| 23/08/2018 | 3e étape du Tour Poitou-Charentes en Nouvelle-Aquitaine           | France   | 2.1    | Arnaud Démare     |
| 23/08/2018 | 4e étape du Tour Poitou-Charentes en Nouvelle-Aquitaine           | France   | 2.1    | Arnaud Démare     |
| 24/08/2018 | 5e étape du Tour Poitou-Charentes en Nouvelle-Aquitaine           | France   | 2.1    | Arnaud Démare     |
| 24/08/2018 | Classement général du Tour Poitou-Charentes en Nouvelle-Aquitaine | France   | 2.1    | Arnaud Démare     |
| 09/09/2018 | 15e étape du Tour d'Espagne                                       | Espagne  | 2.UWT  | Thibaut Pinot     |
| 14/09/2018 | 19e étape du Tour d'Espagne                                       | Espagne  | 2.UWT  | Thibaut Pinot     |
| 04/10/2018 | Paris-Bourges                                                     | France   | 1.1    | Valentin Madouas  |
| 10/10/2018 | Milan-Turin                                                       | Italie   | 1.HC   | Thibaut Pinot     |
| 13/10/2018 | Tour de Lombardie                                                 | Italie   | 1.WT   | Thibaut Pinot     |

#### Sur piste
| Date       | Course                          | Pays   | Classe | Vainqueur       |
| ---------- | ------------------------------- | ------ | ------ | --------------- |
| 18/07/2018 | Omnium - San Francesco al Campo | Italie | C2     | Benjamin Thomas |

### Résultats sur les courses majeures
Les tableaux suivants représentent les résultats de l'équipe dans les principales courses du calendrier international (les cinq classiques majeures et les trois grands tours). Pour chaque épreuve est indiqué le meilleur coureur de l'équipe, son classement ainsi que les accessits glanés par FDJ sur les courses de trois semaines.

#### Classiques
| Classique            | Milan-San Remo     | Tour des Flandres   | Paris-Roubaix      | Liège-Bastogne-Liège | Tour de Lombardie   |
| -------------------- | ------------------ | ------------------- | ------------------ | -------------------- | ------------------- |
| Coureur (classement) | Arnaud Démare (3e) | Arnaud Démare (15e) | Marc Sarreau (26e) | Rudy Molard (26e)    | Thibaut Pinot (1er) |

#### Grands tours
| Grand tour           | Tour d'Italie               | Tour de France                     | Tour d'Espagne                      |
| -------------------- | --------------------------- | ---------------------------------- | ----------------------------------- |
| Coureur (classement) | Sébastien Reichenbach (22e) | David Gaudu (34e)                  | Thibaut Pinot (6e)                  |
| Accessits            | -                           | 1 victoire d'étape (Arnaud Démare) | 2 victoires d'étape (Thibaut Pinot) |